# Donna Shirley
Donna Lee Shirley (geb. 1941) ist eine ehemalige Managerin der Marserkundung am NASA Mars Exploration Program Jet Propulsion Laboratory. Sie ist die Autorin des Buches: Managing Martians: The Extraordinary Story of a Woman's Lifelong Quest to Get to Mars—and of the Team Behind the Space Robot That Has Captured the Imagination of the World.
Ihr zu Ehren wurde der Asteroid 5624 nach ihr benannt („Shirley“).

## Leben

### Jugend
Sie wurde in Pauls Valley, Oklahoma, geboren und wuchs in Wynnewood, Oklahoma auf. Als junges Mädchen war sie aktiv an der Pfadfinderinnen-Truppe der USA beteiligt und spielte Oboe. Shirley war das einzige Mädchen an ihrer Highschool, das keinen Kurs in Hauswirtschaftslehre belegte. Stattdessen wählte sie mechanisches Zeichnen. Ihr Interesse am Mars und der Weltraumforschung begann, als sie The Sands of Mars von Arthur C. Clarke las. Im Alter von 15 Jahren begann sie, Flugstunden zu nehmen, und mit 16 Jahren erwarb sie den Pilotenschein. In ihrem letzten Jahr an der High School war sie Klassenvizepräsidentin und Abschiedsrednerin.

### Ausbildung
Donna Shirley schrieb sich an der University of Oklahoma als Ingenieurstudentin ein, obwohl ihr Berufsberater ihr sagte: „… Mädchen können keine Ingenieurinnen sein“. Sie machte auch Flugkurse an der Universität und erwarb die Pilotenlizenz für einmotorige Land- und See-, mehrmotorige Land-, Handelsmaschinen und die Lizenz als Fluglehrerin.
Während Shirleys Juniorjahr an der University of Oklahoma verlobte sie sich und beschloss, zum Studium für professionelles Schreiben zu wechseln, um ihren Abschluss zu beschleunigen. Kurze Zeit später trennte sie sich von ihrem Verlobten. Sie arbeitete etwa ein Jahr lang als Verfasserin von Spezifikationen und als Aerodynamikerin für die McDonnell Aircraft Corporation in Saint Louis, Missouri, und entschied sich schließlich, an die University of Oklahoma zurückzukehren, um ihr Studium der Luft- und Raumfahrttechnik/Maschinenbau abzuschließen. Sie graduierte 1965 an der University of Oklahoma in Luft- und Raumfahrt und Maschinenbau und an der University of Southern California in Luft- und Raumfahrttechnik.

### Karriere
Sie arbeitete bei Jet Propulsion Lab. (JPL) von 1966 bis 1998. Als sie zu JPL kam, war sie die einzige Frau unter 2000 Ingenieuren. Bei der NASA arbeitete sie an einer Vielzahl von Projekten und Programmen. Sie gehörte zu dem Team, das am Hitzeschild eines Raumfahrzeugs arbeitete, das in die Marsatmosphäre eintreten sollte. Sie diente als Missionsanalystin und später als Programmmanagerin für die Mariner 10-Mission zur Venus und zum Merkur. Als im August 1994 das Mars Exploration Program Office der NASA gegründet wurde, wurde sie dessen Managerin und leitete das Team für Sojourner, den Mars-Rover der Mission Mars Pathfinder. 1997 wurde sie in die „Women in Technology Hall of Fame“ aufgenommen, und 1998 in die „Oklahoma Aviation and Space Hall of Fame“. Shirley trat am 21. August 1998 offiziell als Leiterin des Marsexplorationsprogramms in den Ruhestand.
Im Jahr 2000 gewann sie den Washington Award und wurde 2003 in die Oklahoma Women's Hall of Fame aufgenommen. Zwischen 2000 und 2003 war sie drei Jahre lang stellvertretende Dekanin für Ingenieurwesen an der University of Oklahoma. Danach war sie Gründungsdirektorin des Science Fiction Museums und der Hall of Fame des Science Fiction Museums in Seattle. Nachdem sie sich 2004 aus dem Science Fiction Museum und der Hall of Fame zurückgezogen hatte, wurde sie Präsidentin von Managing Creativity, einer Plattform, auf der sie ihre Strategien zur Nutzung der kollektiven Kreativität von Gruppen zur Entwicklung von Ideen und deren effizienter und effektiver Umsetzung in Produkte vorstellt. Sie ist zu einer bekannten Pädagogin, Rednerin und Beraterin geworden, die aus ihrer früheren Berufserfahrung schöpft.
Am 13. Oktober 2016 überreichte die OU School of Aerospace & Mechanical Engineering (AME) Shirley den Annie Oakley Award. Die Annie Oakley Society an der OU beschreibt sich selbst als eine Gruppe von weiblichen Führungspersönlichkeiten und Philanthropen, die „… wie Annie Oakley eine bedeutende Rolle bei der Gestaltung unserer Gemeinschaften und der Schaffung neuer Horizonte spielen.“ Shirley wurde besonders dafür gelobt, dass sie Frauen inspiriert und dafür begeistert, im Ingenieurwesen zu arbeiten.

## Veröffentlichungen
- Managing Creativity: A Practical Guide to Inventing, Developing and Producing Innovative Products. 1997 (managingcreativity.com).; E-Book
- Managing Martians. Broadway Books, 1998, ISBN 978-0-7679-0240-3 (google.com).; Random House Digital, Inc., 2010.